# حارة غول القشيب وراقة (صنعاء)
حارة غول القشيب وراقة هي إحدى حارات حي دار الحيد بمديرية ضواحي الأمانة سنحان وبني بهلول إحد مديريات العاصمة اليمنية صنعاء، بلغ تعداد سكانها 367 نسمة حسب تعداد اليمن لعام 2004.